# Anticlea elegans
Anticlea elegans är en nysrotsväxtart som först beskrevs av Frederick Traugott Pursh, och fick sitt nu gällande namn av Per Axel Rydberg. Anticlea elegans ingår i släktet Anticlea och familjen nysrotsväxter.

## Underarter
Arten delas in i följande underarter:
- A. e. elegans
- A. e. glaucus

## Bildgalleri

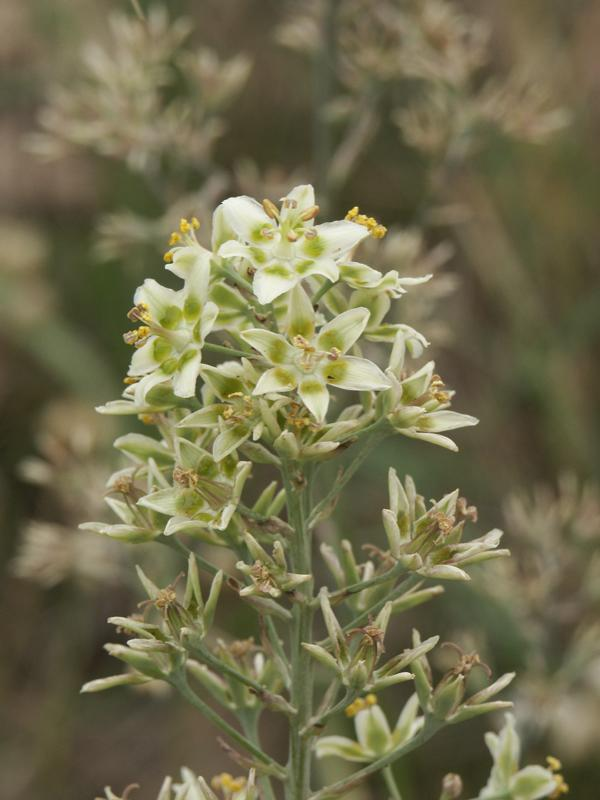